# 巴伐利亞的瑪麗亞 (1872-1954)
巴伐利亞的瑪麗亞（德語：Maria von Bayern，1872年7月6日—1954年6月10日），卡拉布里亞公爵夫人，巴伐利亞國王路德維希三世的次女。

## 家庭
1897年，瑪麗亞和兩西西里末代國王法蘭西斯科二世的姪子費迪南多·皮奧結婚，兩人共有1子5女：
1. 瑪麗亞·安東妮亞（1898年—1957年）
2. 瑪麗亞·克里斯蒂娜（1899年—1985年）
3. 魯傑羅·馬利亞（1901年—1914年），早逝
4. 芭芭拉·瑪麗亞（1902年—1927年）
5. 露琪亞（1908年—2001年）
6. 烏拉卡（英语：Princess Urraca of Bourbon-Two Sicilies）（1913年—1999年）